# Illampu
Illampú to czwarty szczyt Boliwii. Leży w Andach, na wschód od jeziora Titicaca, dość blisko jest też Ancohuma.
Pomimo iż jest niższy niż Ancohuma, Illampú jest bardziej stromy i trudniejszy pod względem wspinaczkowym. Pierwsze próby jego zdobycia podjęła w 1903 r. i 1904 r. podróżniczka, alpinistka i sufrażystka Annie Smith Peck, ale mimo dobrego przygotowania i wsparcia zawodowych przewodników musiano podczas drugiej wyprawy zawrócić z wysokości ok. 6000 m. Szczyt zdobyli Hans Pfann, Alfred Horeschowsky, Hugo Hörtnagel (wszyscy z Niemiec) i Erwin Hein (Austriak) 7 czerwca 1928 r.